# Maksim Malaj
Maksim Malaj (ur. 13 grudnia 1958 we Wlorze) – albański wojskowy w stopniu generała brygady (gjeneral brigade).

## Życiorys
W latach 1978–1981 studiował na Akademii Wojskowej w Tiranie, a w 2006 roku specjalizował się w zakresie obrony i bezpieczeństwa w Europejskim Centrum Studiów nad Bezpieczeństwem im. George'a C. Marshalla w Garmisch-Partenkirchen.
Od 1981 roku w albańskiej armii, w latach 1988–1990 roku dowodził dwoma batalionami, przez kilkanaście był także instruktorem strzelectwa. Od 1997 do 2005 roku pracował jako inspektor w Generalnej Dyrekcji Inspekcji Ministerstwa Obrony. W latach 2007–2008 dowodził jedną z brygad.

## Awanse[1]
- kapitan (kapiten; 1991)
- major (major; 1994)
- podpułkownik (nënkolonel; 1997)
- pułkownik (kolonel; 2002)
- generał brygady (gjeneral brigade; 2008)

## Życie prywatne
Żonaty z Luljetą Malaj, z którą ma dwoje dzieci.